# خط طول 112° غرب
خط طول 112° غرب هو أحد خطوط الطول الجغرافية، والتي تمتد من القطب الشمالي الجغرافي إلى القطب الجنوبي الجغرافي، وحسب التحويل الزمني يتأخر خط طول 112° غرب عن خط غرينتش بـ7 ساعات و28 دقيقة.

## من القطب إلى القطب
ينطلق خط طول 112° غرب من القطب الشمالي نحو القطب الجنوبي مرورا بالمناطق التي ترد في الجدول التالي:
| الإحداثيات                           | البلد أو الإقليم أو البحر | ملاحظات |
| ------------------------------------ | ------------------------- | --- |
| 90°0′N 112°0′W / 90.000°N 112.000°W  | المحيط المتجمد الشمالي    | |
| 78°33′N 112°0′W / 78.550°N 112.000°W | كندا                      | الأقاليم الشمالية الغربية — Borden Island |
| 78°21′N 112°0′W / 78.350°N 112.000°W | Wilkins Strait            | |
| 78°2′N 112°0′W / 78.033°N 112.000°W  | كندا                      | الأقاليم الشمالية الغربية — Mackenzie King Island |
| 77°20′N 112°0′W / 77.333°N 112.000°W | Unnamed waterbody         | |
| 76°0′N 112°0′W / 76.000°N 112.000°W  | كندا                      | الأقاليم الشمالية الغربية — جزيرة ميلفيل |
| 75°9′N 112°0′W / 75.150°N 112.000°W  | Liddon Gulf               | |
| 75°1′N 112°0′W / 75.017°N 112.000°W  | كندا                      | الأقاليم الشمالية الغربية — جزيرة ميلفيل |
| 74°28′N 112°0′W / 74.467°N 112.000°W | Parry Channel             | شعبة فيكونت ملفيل ساوند [لغات أخرى]‏ |
| 72°53′N 112°0′W / 72.883°N 112.000°W | كندا                      | الأقاليم الشمالية الغربية — جزيرة فيكتوريا (كندا) نونافوت — من 70°0′N 112°0′W / 70.000°N 112.000°W on جزيرة فيكتوريا (كندا)                                                                                                 |
| 68°31′N 112°0′W / 68.517°N 112.000°W | خليج كورونيشن             | |
| 68°14′N 112°0′W / 68.233°N 112.000°W | كندا                      | نونافوت — Duke of York Archipelago |
| 68°10′N 112°0′W / 68.167°N 112.000°W | خليج كورونيشن             | |
| 67°45′N 112°0′W / 67.750°N 112.000°W | كندا                      | نونافوت الأقاليم الشمالية الغربية — من 65°30′N 112°0′W / 65.500°N 112.000°W, مرورا عبر the بحيرة جريت سليف ألبرتا — من 60°0′N 112°0′W / 60.000°N 112.000°W                                                                  |
| 49°0′N 112°0′W / 49.000°N 112.000°W  | الولايات المتحدة          | مونتانا أيداهو — من 44°32′N 112°0′W / 44.533°N 112.000°W يوتا — من 42°0′N 112°0′W / 42.000°N 112.000°W أريزونا — من 37°0′N 112°0′W / 37.000°N 112.000°W, مرورا عبر فينيكس (أريزونا) في 33°27′N 112°0′W / 33.450°N 112.000°W |
| 31°37′N 112°0′W / 31.617°N 112.000°W | المكسيك                   | ولاية سونورا |
| 28°51′N 112°0′W / 28.850°N 112.000°W | خليج كاليفورنيا           | |
| 27°6′N 112°0′W / 27.100°N 112.000°W  | المكسيك                   | ولاية باخا كاليفورنيا سور |
| 24°44′N 112°0′W / 24.733°N 112.000°W | Magdalena Bay             | |
| 24°32′N 112°0′W / 24.533°N 112.000°W | المكسيك                   | ولاية باخا كاليفورنيا سور — Isla Santa Margarita |
| 24°31′N 112°0′W / 24.517°N 112.000°W | المحيط الهادئ             | مرورا بشرق Roca Partida, جزر ريفيلاجيجيدو, المكسيك في 19°0′N 112°4′W / 19.000°N 112.067°W |
| 60°0′S 112°0′W / 60.000°S 112.000°W  | المحيط الجنوبي            | |
| 74°10′S 112°0′W / 74.167°S 112.000°W | القارة القطبية الجنوبية   | المطالب الإقليمية بالقارة القطبية الجنوبية |